# Euscelidia francoisi
Euscelidia francoisi là một loài ruồi trong họ Asilidae. Euscelidia francoisi được Janssens miêu tả năm 1953.